# Mina M18 Claymore
La Mina M18A1 Claymore és una mina antipersona utilitzada pels militars dels EUA que va ser nomenada així a partir de la gran espasa escocesa del seu inventor, Norman A. MacLeod. A diferència d'una mina terrestre convencional, la Claymore és de detonació i direccional, el que significa que és disparada per control remot, disparant un patró de boles de metall en la zona de mort com una escopeta.